# Janvier 1852

## Événements
- 3 janvier : le Panthéon de Paris est rendu au culte catholique.
- 10 janvier, France : confiscation des biens des Orléans.
- 14 janvier : nouvelle constitution de la France. Louis-Napoléon Bonaparte est prince-président, un Sénat de dignitaires émanant du président est instauré et l’importance (300 députés au lieu de 750) et le rôle du Corps législatif sont réduits.
- 17 janvier : convention de Sand River. Le Royaume-Uni reconnaît l’indépendance du Transvaal.
- 21 janvier, France : la constitution est approuvée par plébiscite.
- 22 janvier, France : démission de Charles de Morny. Persigny est nommé ministre de l’Intérieur (fin en 1854).
- 27 janvier, France : décret portant autorisation de la Compagnie du chemin de fer de l'Ouest.

## Naissances
- 1er janvier : Eugène Anatole Demarçay (mort en 1904), chimiste français.
- 12 janvier : Joseph Joffre, maréchal (le « vainqueur de la Bataille de la Marne ») et académicien († 3 janvier 1931).
- 13 janvier : Herman Johannes van der Weele, peintre néerlandais († 2 décembre 1930).
- 14 janvier : Jef Lambeaux, sculpteur belge († 5 juin 1908).
- 17 janvier : Louis Béroud, peintre français († 9 octobre 1930).
- 25 janvier : Robert George Wardlaw Ramsay (mort en 1921), militaire et naturaliste britannique.
- 26 janvier :
  - Pierre Savorgnan de Brazza, explorateur français.
  - Gustave Bord, († 21 avril 1934).
- 27 janvier : Fulgence Bienvenüe (mort en 1936), ingénieur français, père du métro de Paris.

## Décès
- 1er janvier : John George Children (né en 1777), chimiste, minéralogiste et zoologiste britannique.
- 6 janvier : Louis Braille, inventeur du système d'écriture pour aveugles et malvoyants (° 4 janvier 1809).
- 13 janvier :
  - Fabian Gottlieb von Bellingshausen, explorateur russe (° 20 septembre 1778).
  - Jean-Nicolas Gannal (né en 1791), chimiste français, père fondateur de l'embaumement moderne et de la thanatopraxie.
- 22 janvier : Louis Lézurier de la Martel, ancien maire de Rouen sous l'empire (° 1765).
- 24 janvier : Ján Kollár (né en 1793), écrivain, archéologue, scientifique et homme politique slovaque.
- 28 janvier : Johann Friedrich Helmsdorf, peintre et graveur allemand (° 1er septembre 1783).